# Іглвілл (округ Монтгомері, Пенсільванія)
Іглвілл (англ. Eagleville) — переписна місцевість (CDP) в США, в окрузі Монтгомері штату Пенсільванія. Населення — 4647 осіб (2020).

## Географія
Іглвілл розташований за координатами 40°9′37″ пн. ш. 75°24′32″ зх. д. / 40.16028° пн. ш. 75.40889° зх. д. (40.160393, -75.409000).  За даними Бюро перепису населення США в 2010 році переписна місцевість мала площу 4,18 км², уся площа — суходіл.

## Демографія
Згідно з переписом 2010 року, у селищі мешкало 4800 осіб у 1131 домогосподарстві у складі 780 родин. Густота населення становила 1147 осіб/км².  Було 1194 помешкання (285/км²).
Расовий склад населення:
| - 68,8 % — білих - 22,4 % — чорних або афроамериканців - 5,5 % — азіатів - 0,1 % — корінних американців - 1,4 % — осіб інших рас |

До двох чи більше рас належало 1,8 %. Частка іспаномовних становила 4,1 % від усіх жителів.
За віковим діапазоном населення розподілялося таким чином: 15,8 % — особи молодші 18 років, 77,3 % — особи у віці 18—64 років, 6,9 % — особи у віці 65 років та старші. Медіана віку мешканця становила 34,8 року. На 100 осіб жіночої статі у селищі припадало 167,6 чоловіків;  на 100 жінок у віці від 18 років та старших — 186,3 чоловіків також старших 18 років.
Середній дохід на одне домашнє господарство  становив 86 695 доларів США (медіана — 71 618), а середній дохід на одну сім'ю — 105 348 доларів (медіана — 82 955). Медіана доходів становила 45 515 доларів для чоловіків та 43 750 доларів для жінок. За межею бідності перебувало 6,4 % осіб, у тому числі 4,8 % дітей у віці до 18 років та 0,0 % осіб у віці 65 років та старших.
Цивільне працевлаштоване населення становило 1725 осіб. Основні галузі зайнятості: освіта, охорона здоров'я та соціальна допомога — 24,1 %, науковці, спеціалісти, менеджери — 15,1 %, виробництво — 12,2 %, фінанси, страхування та нерухомість — 11,7 %.